# رميلة (عين العرب)
رميلة  قرية سوريّة تتبع إداريّاً لمحافظة حلب منطقة عين العرب ناحية صرين، بلغ تعداد سكانها 3,507 نسمة حسب التعداد السكاني لعام 2004.